# Rainer Stamm

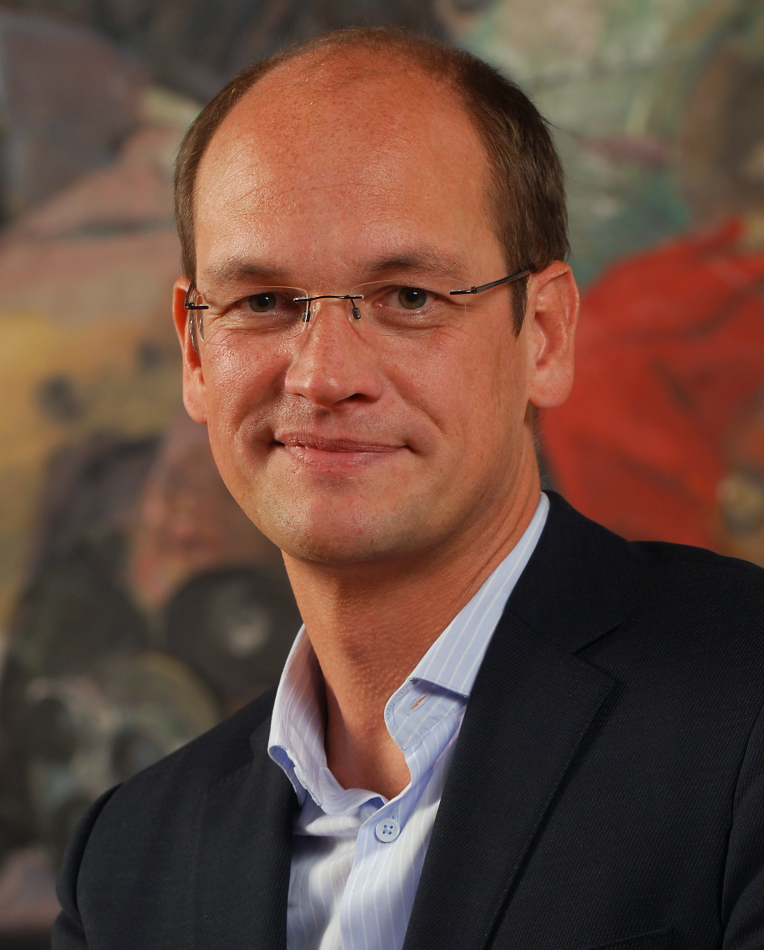
Rainer Stamm, 2014

Rainer Stamm (* 16. März 1967 in Hagen/Westfalen) ist ein deutscher Kunsthistoriker, Literaturwissenschaftler, Publizist und Museumsleiter.

## Leben
Rainer Stamm studierte Germanistik, Kunstpädagogik und Allgemeine Literaturwissenschaften in Wuppertal und promovierte über „Der Folkwang-Verlag. Auf dem Weg zu einem imaginären Museum“. Später lehrte er an den Universitäten Wuppertal und Bremen. Er ist Herausgeber der gesammelten „Reden und Schriften“ des Sammlers und Museumsgründers Karl Ernst Osthaus (2002) sowie des Briefwechsels Paula Modersohn-Beckers mit Rainer Maria Rilke (2003).
Von 2000 bis April 2010 leitete er die Kunstsammlungen Böttcherstraße in Bremen mit dem Paula Modersohn-Becker Museum und dem Museum im Roselius-Haus (heute: Ludwig Roselius Museum). Unter anderem kuratierte er dort die Ausstellung „Paula Modersohn-Becker und die ägyptischen Mumienportraits“ (2007). Seit 2006 ist er Honorarprofessor für Kunstgeschichte an der Universität Bremen. Am 1. Mai 2010 übernahm Rainer Stamm die Leitung des Niedersächsischen Landesmuseums für Kunst und Kulturgeschichte Oldenburg. 2016 und 2024 war er als Gastwissenschaftler („Guest Researcher“) am Getty Research Institute in Los Angeles.
Seit September 2024 ist er Direktor des Osthaus Museums Hagen und Leiter des Fachbereichs Museen und Archive der Stadt Hagen.
Zu seinen Forschungsschwerpunkten gehören die Kunst der klassischen Moderne, die Geschichte der Fotografie sowie die Kunsthandels- und Museumsgeschichte.
Seit 2004 schreibt Stamm regelmäßig für das Feuilleton der Frankfurter Allgemeinen Zeitung.

## Veröffentlichungen (Auswahl)
Als Autor
- Die Welt der Pflanze. Photographien von Albert Renger-Patzsch und aus dem Auriga-Verlag. Cantz, Ostfildern-Ruit, 1998.
- Der Folkwang-Verlag. Auf dem Weg zu einem imaginären Museum. Buchhändlervereinigung, Frankfurt am Main, 1999.
- Ein kurzes intensives Fest. Paula Modersohn-Becker. Eine Biographie. Reclam, Stuttgart, 2007.
- mit Gloria Köpnick: Kunst des 19. und 20. Jahrhunderts. Landesmuseum für Kunst und Kulturgeschichte Oldenburg, Galerie Neue Meister. Imhof, Petersberg, 2015
- mit Gloria Köpnick: Karl Ernst und Gertrud Osthaus. Die Gründer des Folkwang-Museums und ihre Welt. C. H. Beck, München 2022, ISBN 978-3-406-79172-7
- mit Gloria Köpnick: Hast Du das schon gesehen? Mit dem ABC durch die Welt der Bilder. Ein Kunstführer für Kinder. Insel Verlag Berlin 2024, ISBN 978-3-458-64396-8
- mit Gloria Köpnick: „Eine Frau als Museumsdirektorin“. Hanna Hofmann-Stirnemann (1899-1996). Sandstein Verlag Dresden 2024, ISBN 978-3-95498-824-2

Als Herausgeber
- mit Kai Uwe Schierz: Die Sprache der Pflanzen. Klassiker der Pflanzenfotografie im frühen 20. Jahrhundert. Kunsthalle, Erfurt, 2000.
- mit Sabine Fehlemann: Die Von der Heydts. Wuppertal: Müller + Busmann, 2001.
- Karl Ernst Osthaus: Reden und Schriften. Folkwang – Werkbund – Arbeitsrat. Verlag der Buchhandlung Walther König, Köln, 2002.
- mit Frank-Manuel Peter: Die Sacharoffs. Zwei Tänzer aus dem Umkreis des Blauen Reiters. Two Dancers within the Blaue Reiter Circle. Wienand, Köln, 2002
- mit Daniel Schreiber: Bau einer neuen Welt. Architektonische Visionen des Expressionismus. Verlag der Buchhandlung Walther König, Köln, 2003.
- Paula Modersohn-Becker: Briefwechsel mit Rainer Maria Rilke (= Insel-Bücherei. Bd. 1242). Insel, Frankfurt am Main, Leipzig, 2003; 8., erweiterte Neuausgabe: Insel, Berlin 2011. Englischsprachige Ausgabe: Eris press, London/New York 2024, ISBN 9781916809901
- Die Gemäldesammlung des Museums im Roselius-Haus. Kunstsammlungen Böttcherstraße, Bremen, 2003.
- Rineke Dijkstra: Paula Modersohn-Becker. Portraits. Kunstsammlungen Böttcherstraße, Bremen, 2003.
- Jenny Holzer: For Paula Modersohn-Becker. Kunstsammlungen Böttcherstraße, Bremen, 2005.
- mit Birgit Schulte: Werke der klassischen Moderne aus dem Karl Ernst Osthaus Museum Hagen. Hagen, 2006.
- Paula Modersohn-Becker und die ägyptischen Mumienportraits. Kunstsammlungen Böttcherstraße/Hirmer, Bremen/München, 2007
- Katharina Mayer - Paula Modersohn-Becker. Eine Begegnung. Kunstsammlungen Böttcherstraße, Bremen, 2008.
- Lucas Cranach der Schnellste. Kunstsammlungen Böttcherstraße, Bremen, 2009.
- Farbwelten. Von Monet bis Yves Klein. Werke der klassischen Moderne aus den Kunstmuseen Krefeld. Kunstsammlungen Böttcherstraße, Bremen, 2009.
- mit Hans-Peter Wipplinger: Paula Modersohn-Becker. Pionierin der Moderne. Hirmer, München, 2010.
- mit Mamoun Fansa: Boris Becker: deserts and fields. Philipp von Zabern, Mainz, 2010.
- Der zweite Aufbruch in die Moderne. Expressionismus – Bauhaus – Neue Sachlichkeit. Walter Müller-Wulckow und das Landesmuseum Oldenburg 1921-1937. Kerber, Bielefeld, 2011.
- mit Claudia Quiring, Andreas Rothaus: Neue Baukunst. Architektur der Moderne in Bild und Buch. Der Bestand Neue Baukunst aus dem Nachlass Müller-Wulckow im Landesmuseum Oldenburg. Kerber, Bielefeld, 2013.
- mit Thomas Röske: Der andere Müller vom Siel. Kerber, Bielefeld, 2014.
- mit Anna Heckötter: Von Rembrandt bis Richter. Meisterblätter der Grafischen Sammlung aus dem Landesmuseum Oldenburg. Imhof, Petersberg, 2014.
- Rainer Maria Rilke: Im ersten Augenblick. Bildbetrachtungen. Insel, Berlin, 2015, ISBN 978-3-458-19407-1.
- mit Magdalena M. Moeller: … die Welt in diesen rauschenden Farben. Meisterwerke aus dem Brücke-Museum Berlin, Hirmer, München, 2016.
- mit Andreas von Seggern: Heinz Liers (1905-1985). Rhythmus und Variation, Imhof, Petersberg, 2016.
- mit Sebastian Dohe und Malve Anna Falk: Die Gemäldegalerie Oldenburg. Eine europäische Altmeistersammlung, Imhof, Petersberg 2017.
- Rainer Maria Rilke: „Diese vollkommenen Wunderwerke“. Rodins Aquarelle. Insel Verlag, Berlin 2017 (IB 1440), ISBN 978-3-458-19440-8.
- mit Gloria Köpnick: Niederdeutsche Beiträge zur Kunstgeschichte, Neue Folge, Band 3, Imhof, Petersberg 2018, ISBN 978-3-7319-0758-9.
- mit Gloria Köpnick: Die Bauhaus-Postkarten. Insel, Berlin, 2019 (Insel-Bücherei (IB) 1463), ISBN 978-3-458-19463-7.
- mit Gloria Köpnick: Zwischen Utopie und Anpassung. Das Bauhaus in Oldenburg. Imhof, Petersberg, 2019.
- mit Gloria Köpnick: Max Liebermanns Garten. Insel Verlag, Berlin 2021 (IB 1498), ISBN 978-3-458-19498-9.
- mit Gloria Köpnick: Franz Marc – Tierschicksale. Insel Verlag, Berlin 2022 (IB 1512), ISBN 978-3-458-19512-2
- mit Gloria Köpnick: Claude Monets Garten in Giverny. Insel Verlag, Berlin 2023 (IB 1523), ISBN 978-3-458-19523-8
- mit Gloria Köpnick: „Schwefelgelb und zitronengrün“. Vincent van Gogh. Briefe und Bilder, Insel Verlag, Berlin 2024 (IB 1534), ISBN 978-3-458-19534-4
- mit Gloria Köpnick: „Matisse kommt mir wie vom Himmel“. Hans Purrmann, Karl Ernst Osthaus, Henri Matisse. Der Briefwechsel 1907-1919, Deutscher Kunstverlag, Berlin 2024, ISBN 978-3-422-80212-4